# Санмин
Санми́н (хангыль:상민 ; ханча: 常民) — класс простолюдинов Кореи эпохи Чосон.
| Класс     | Хангыль | Ханча | Значение                |
| --------- | ------- | ----- | ----------------------- |
| Янбан     | 양반    | 兩班  | два вида аристократов   |
| Чунгин    | 중인    | 中人  | средние люди            |
| Санмин    | 상민    | 常民  | простолюдины            |
| Чхонмин   | 천민    | 賤民  | вульгарные простолюдины |
| - Пэкджон | 백정    | 白丁  | неприкасаемые           |
| - Ноби    | 노비    | 奴婢  | рабы (или крепостные)   |

## Этимология
Более вежливое, но менее точное название санмин — " янмин " (양민; 良民).

## История
Санмин состоял из крестьян, рабочих, рыбаков, некоторых ремесленников и торговцев. Санмин считались «чистыми работниками», но не имели особого социального статуса. Как правило, они были бедны. Они платили большую часть корейских налогов и подлежали призыву в армию. Их жизнь была тяжелой, но они были основой династии Чосон, точно так же, как чунгин были костяком правительства. Некоторым санминам принадлежала земля, которую они обрабатывали. Другие арендовали землю у янбанов в качестве фермеров-арендаторов. Те, кто не занимался сельским хозяйством, имели самый низкий статус. В повседневной жизни санмины были рабочими, которые боролись за выживание. Янбан и чунгин контролировали и правили ими. Санмин занимались тяжелым физическим трудом. В конце периода Чосон, особенно в 19 веке, санмины много раз восставали из-за угнетения и коррупции со стороны янбан .